# Unikitty
Unikitty (stilizat ca UniKitty!) este un serial de animație american dezvoltat de Ed Skudder și Lynn Wang pentru Cartoon Network și produs de Grupul Lego și Warner Bros. Animation. Serialul prezintă pe personajul titular din franciza Marea Aventură Lego, din care serialul face parte.
Serialul a fost anunțat pe 10 mai 2017. În cadrul ediției din 2017 a San Diego Comic Con, producătorul Ed Skudder (co-creator al Dick Figures) a confirmat că serialul va avea premiera pe Cartoon Network pe 1 ianuarie 2018. Un al doilea sezon a fost anunțat pe 24 iulie 2018. Al treilea și ultimul sezon a avut premiera pe 24 decembrie 2019.
Serialul s-a încheiat pe 27 august 2020 cu un episod final dublu intitulat "Aniversarea totală". Totuși, epidodul "Sick Day" nu a fost niciodată difuzat în Statele Unite datorită similarității sale cu pandemia de COVID-19, deși a fost difuzat în alte părți ale lumii.
Premiera în România a fost de asemenea ca o avampremieră specială, pe 26 martie 2018, urmând ca un alt episod să aibă avanpremieră pe 23 aprilie. Premiera oficială a fost pe 30 mai pe canalul Cartoon Network.

## Premiză
În calitate de conducător al Uniregatului, Prințesa Unikitty are o mulțime de responsabilități. Ea își dorește cel mai mult să se asigure că toți sunt fericiți și să alunge negativitatea, dar nu-i subestimați optimismul - Unikitty este un hibrid pisică/unicorn cu care nu-ți dorești să te pui vreodată. Chiar dacă este plină de energie fără limite și creativitate, Unikitty este o forță de nedescris cu care vei avea de a face dacă te pui în calea atmosferei sale pozitive, mai ales dacă cineva îl întristează pe fratele ei mai mic, Puppycorn. În castelul ei regal mai trăiesc și Doctor Fox, savantul și omul de știință al regatului; Hawkodile, bodyguard-ul credincios al lui Unikitty; și Richard, o cărămidă Lego posomărâtă de culoare gri, care are grijă de castel. Astfel, Unikitty și prietenii săi fac tot posibilul să se asigure că fiecare zi este cea mai fericită și creativă, chiar și în timp ce fac față planurilor malefice ale Maestrului Frown și Lorzilor Osândei, care locuiesc în Orașul Încruntării.

## Personaje
- Prințesa Unikitty - Unikitty este prințesa Uniregatului, un hibrid între o pisică și un unicorn. Ea este mereu foarte veselă, jucăușă, adorabilă și optimistă, dar are și o latură furioasă și distructivă pe care uneori îi este greu s-o controleze. Ea își petrece fiecare zi asigurandu-se că toți din regat sunt la fel de veseli și optimiști ca și ea.Iar ea face așa ceva,deoarece ea își iubește atât prietenii ei din castel,cât și pe cei din regat.
- Prințul Puppycorn - Puppycorn este fratele mai mic al lui Unikitty, un hibrid între un câine și un unicorn. El este adesea cam prostuț și aerian, dar este și foarte loial, bun la suflet și cel mai bun prieten al surorii sale. Ca orice cățel, el poate fi și dezorganizat și murdar, dar este îndrăgit de toți prietenii săi.
- Doctor Fox - Doctor Fox este savantul castelului și o prietenă apropiată a lui Unikitty. Ea este o vulpe foarte inteligentă și iubește știința, iar invențiile și experimentele sale pot rezolva dar și crea problemele de zi cu zi.
- Hawkodile - Hawkodile este bodyguard-ul credincios și un prieten apropiat al lui Unikitty, un hibrid între un șoim și un crocodil. El este foarte puternic și musculos, și vrea mereu să înfrunte monștrii de unul singur. El apără castelul de pericole și intruși, are o personalitate "macho" și este puțin îndrăgostit de Doctor Fox.
- Richard - Richard este o cărămidă Lego 1x3 de culoare gri și consilierul regal al lui Unikitty. El este cel care are grijă de castel, făcand mereu curățenie în urma lui Unikitty și a prietenilor ei. El iubește curățenia, ordinea și munca, astfel că este adesea deranjat de haosul din castel și din regat. Richard vorbește cu un ton plictisitor și monoton, și mai mereu este "vocea rațiunii", dar tuturor celorlalți li se pare doar plictisitor.
- Maestrul Frown - Maestrul Frown este răufăcătorul serialului și principalul inamic al lui Unikitty. El locuiește în Orașul Încruntării (Frown Town), care se află literalmente de cealaltă parte a Uniregatului. El este unul din Lorzii Osândei (en. Doom Lords), care împrăștie durere și suferință în întreaga lume. Totuși, ceilalți Lorzi nu par să-l respecte și îl tratează batjocoritor, din cauză că este cel mai jos în rang și are cea mai simplă treabă dintre toate: doar să-i facă pe cei din jur nefericiți. Acest lucru îl face mai mereu să înfrunte mânia lui Unikitty, care vrea să împrăștie distracție și bucurie. Astfel, el eșuează de fiecare dată și se face de ras și mai tare, facandu-l să-și dorească și mai mult să reușească. Maestrul Frown nu-i suportă pe Unikitty și prietenii ei, cauzandu-le adesea necazuri. Totuși, lui Unikitty îi este adesea milă de el și încearcă să se împrietenească cu el, dar el refuză și continuă să fie răutăcios, deși în sinea sa are și puțină bunătate.
- Brock - Brock este prietenul și colegul de cameră al Maestrului Frown. El are o personalitate destul de neutră, astfel că, spre deosebire de Maestrul Frown, el este adesea binevoitor și prietenos și se înțelege bine cu Unikitty.

## Episoade
| Premiera            | Premiera             | N/o | Titlu român                                | Titlu englez                             |
| ------------------- | -------------------- | --- | ------------------------------------------ | ---------------------------------------- |
|                     |                      |     |                                            |                                          |
| PRIMUL SEZON        |                      |     |                                            |                                          |
|                     |                      |     |                                            |                                          |
| 27.10.2017          | 29.05.2018           | 01  | Jocul înfricoșător                         | Spoooooky Game                           |
|                     |                      |     |                                            |                                          |
| 17.11.2017          | 26.03.2018           | 02  | Elementarul element sclipitor              | Sparkle Matter Matters                   |
|                     |                      |     |                                            |                                          |
| 01.12.2017          | 08.06.2018           | 03  | Zi cu zăpadă                               | No Day Like Snow Day                     |
|                     |                      |     |                                            |                                          |
| 01.01.2018          | 30.05.2018           | 04  | Pădurea luptătorilor                       | Action Forest                            |
|                     |                      |     |                                            |                                          |
| 01.01.2018          | 13.06.2018           | 05  | Robo-Unikitty                              | Kaiju Kitty                              |
|                     |                      |     |                                            |                                          |
| 01.01.2018          | 31.05.2018           | 06  | Dulce și amar                              | Fire & Nice                              |
|                     |                      |     |                                            |                                          |
| 01.01.2018          | 22.05.2018           | 07  | Prietenul de piatră                        | Rock Friend                              |
|                     |                      |     |                                            |                                          |
| 01.01.2018          | 24.05.2018           | 08  | Haosul din bucătărie                       | Kitchen Chaos                            |
|                     |                      |     |                                            |                                          |
| 01.01.2018          | 23.05.2018           | 09  | Înfrângerea zdrobitoare                    | Crushing Defeat                          |
|                     |                      |     |                                            |                                          |
| 05.01.2018          | 04.06.2018           | 10  | Fântâna de dorințe                         | Wishing Well                             |
|                     |                      |     |                                            |                                          |
| 12.01.2018          | 07.06.2018           | 11  | De-a vați ascunselea                       | Hide N' Seek                             |
|                     |                      |     |                                            |                                          |
| 19.01.2018          | 06.06.2018           | 12  | Prinși laolaltă                            | Stuck Together                           |
|                     |                      |     |                                            |                                          |
| 26.01.2018          | 25.05.2018           | 13  | Micul prinț Puppycorn                      | Little Prince Puppycorn                  |
|                     |                      |     |                                            |                                          |
| 02.02.2018          | 14.06.2018           | 14  | Animalul de companie                       | Pet Pet                                  |
|                     |                      |     |                                            |                                          |
| 09.02.2018          | 11.06.2018           | 15  | Pisică la proces                           | Kitty Court                              |
|                     |                      |     |                                            |                                          |
| 16.02.2018          | 23.04.2018           | 16  | Dorință dezastroasă                        | Birthday Blowout                         |
|                     |                      |     |                                            |                                          |
| 23.02.2018          | 06.06.2018           | 17  | Pisică de laborator                        | Lab Cat                                  |
|                     |                      |     |                                            |                                          |
| 02.03.2018          | 01.06.2018           | 18  | Concentrare                                | The Zone                                 |
|                     |                      |     |                                            |                                          |
| 12.03.2018          | 12.06.2018           | 19  | Prea multe Unikitty                        | Too Many Unikitties                      |
|                     |                      |     |                                            |                                          |
| 12.03.2018          | 23.01.2019           | 20  | Festivalul filmelor                        | Film Fest                                |
|                     |                      |     |                                            |                                          |
| 12.03.2018          | 28.01.2019           | 21  | Știrile Unikitty                           | Unikitty News                            |
|                     |                      |     |                                            |                                          |
| 09.04.2018          | 21.01.2019           | 22  | O petrecere diferită                       | Dinner Apart-y                           |
|                     |                      |     |                                            |                                          |
| 13.04.2018          | 24.01.2019           | 23  | Lene duminicală                            | R & Arr                                  |
|                     |                      |     |                                            |                                          |
| 20.04.2018          | 22.01.2019           | 24  | Licență de erou                            | License to Punch                         |
|                     |                      |     |                                            |                                          |
| 04.06.2018          | 29.01.2019           | 25  | Iubire pentru toți                         | Bugging Out                              |
|                     |                      |     |                                            |                                          |
| 04.06.2018          | 30.01.2019           | 26  | Fotoliul                                   | Chair                                    |
|                     |                      |     |                                            |                                          |
| 04.06.2018          | 31.01.2019           | 27  | Puppycorn, regele skateboarding-ului       | Kickflip McPuppycorn                     |
|                     |                      |     |                                            |                                          |
| 04.06.2018          | 01.02.2019           | 28  | Aventurile unor naufragiați                | Super Amazing Raft Adventure             |
|                     |                      |     |                                            |                                          |
| 04.06.2018          | 25.01.2019           | 29  | Un jaf gustos                              | Tasty Heist                              |
|                     |                      |     |                                            |                                          |
| 23.07.2018          | 04.02.2019           | 30  | Luptătorul                                 | Brawl Bot                                |
|                     |                      |     |                                            |                                          |
| 23.07.2018          | 05.02.2019           | 31  | Iluzii pe plajă                            | Beach Daze                               |
|                     |                      |     |                                            |                                          |
| 23.07.2018          | 14.02.2019           | 32  | Cățel mare, probleme mici                  | Big Pup, Little Problem                  |
|                     |                      |     |                                            |                                          |
| 23.07.2018          | 08.02.2019           | 33  | Magie tragedie                             | Tragic Magic                             |
|                     |                      |     |                                            |                                          |
| 23.07.2018          | 11.02.2019           | 34  | Dansator periculos                         | Dancer Danger                            |
|                     |                      |     |                                            |                                          |
| 17.08.2018          | 03.07.2019           | 35  | Domnul propietar                           | Landlord Lord                            |
|                     |                      |     |                                            |                                          |
| 31.10.2018          | 28.05.2018           | 36  | Povești de groază                          | Scary Tales                              |
|                     |                      |     |                                            |                                          |
| 21.11.2018          | 06.02.2019           | 37  | Lasă-te purtat de car                      | Float On                                 |
|                     |                      |     |                                            |                                          |
| 21.12.2018          | 25.06.2019           | 38  | Misiune spațială: Pericol                  | Space Mission: Danger                    |
|                     |                      |     |                                            |                                          |
| 21.12.2018          | 15.07.2019           | 39  | În vârful listei celor obraznici           | Top of the Naughty List                  |
|                     |                      |     |                                            |                                          |
| 04.02.2019          | 22.07.2019           | 40  | BatKitty                                   | BatKitty                                 |
|                     |                      |     |                                            |                                          |
| SEZONUL 2           |                      |     |                                            |                                          |
|                     |                      |     |                                            |                                          |
| 04.02.2019          | 01.07.2019           | 41  | Duelări în piscină                         | Pool Duel                                |
|                     |                      |     |                                            |                                          |
| 05.02.2019          | 12.02.2019           | 42  | Problema cu dințișorii                     | Tooth Trouble                            |
|                     |                      |     |                                            |                                          |
| 05.02.2019          | 13.02.2019           | 43  | D E Z A S T R U                            | This Spells Disaster                     |
|                     |                      |     |                                            |                                          |
| 06.02.2019          | 07.02.2019           | 44  | Zarvă în excursie                          | Roadtrip Ruckus                          |
|                     |                      |     |                                            |                                          |
| 06.02.2019          | 26.06.2019           | 45  | fără titlu tradus în română                | Memory Amok                              |
|                     |                      |     |                                            |                                          |
| 07.02.2019          | 27.06.2019           | 46  | Ziua alegerilor                            | Election Day                             |
|                     |                      |     |                                            |                                          |
| 07.02.2019          | 28.06.2019           | 47  | Petrecerea în pijamale fără somn           | No Sleep Sleep Over                      |
|                     |                      |     |                                            |                                          |
| 08.02.2019          | 11.07.2019           | 48  | Cursa de neoprit                           | Unfairgrounds                            |
| 08.02.2019          | 12.07.2019           | 49  | Cursa de neoprit                           | Unfairgrounds                            |
|                     |                      |     |                                            |                                          |
| 11.02.2019          | 02.07.2019           | 50  | Unikitty și Hawkodile: echipa de polițiști | Kitty & Hawk                             |
|                     |                      |     |                                            |                                          |
| 12.02.2019          | 09.07.2019           | 51  | În natură cu Unikitty                      | Camp Unikitty                            |
|                     |                      |     |                                            |                                          |
| 13.02.2019          | 04.07.2019           | 52  | Maestrul sensei Hawkodile                  | Hawkodile Sensei                         |
|                     |                      |     |                                            |                                          |
| 14.02.2019          | 10.07.2019           | 53  | Momentul perfect                           | Perfect Moment                           |
|                     |                      |     |                                            |                                          |
| 15.02.2019          | 05.07.2019           | 54  | Dispozitivul O.T.T.R.                      | P.L.O.T. Device                          |
|                     |                      |     |                                            |                                          |
| 18.02.2019          | 16.07.2019           | 55  | Cine l-a luat pe Toast?                    | Who Took Toast                           |
|                     |                      |     |                                            |                                          |
| 19.02.2019          | 08.07.2019           | 56  | Cursa curcubeului                          | Rainbow Race                             |
|                     |                      |     |                                            |                                          |
| 20.02.2019          | 17.07.2019           | 57  | Detectorul                                 | Beep                                     |
|                     |                      |     |                                            |                                          |
| 21.02.2019          | 18.07.2019           | 58  | Efectul livrărilor                         | Delivery Effect                          |
|                     |                      |     |                                            |                                          |
| 22.02.2019          | 19.07.2019           | 59  | Bătaia cu laser                            | Lazer Tag                                |
|                     |                      |     |                                            |                                          |
| 25.02.2019          | 11.11.2019           | 60  | Pierduți în paradis                        | Trapped in Paradise                      |
|                     |                      |     |                                            |                                          |
| 25.02.2019          | 24.06.2019           | 61  | Războaiele farselor                        | Prank War                                |
|                     |                      |     |                                            |                                          |
| 26.02.2019          | 12.11.2019           | 62  | Siguranța pe primul loc                    | Safety First                             |
|                     |                      |     |                                            |                                          |
| 26.02.2019          | 19.11.2019           | 63  | Vulcanul                                   | Volcano                                  |
|                     |                      |     |                                            |                                          |
| 27.02.2019          | 13.11.2019           | 64  | Primul zbor                                | First Flight                             |
|                     |                      |     |                                            |                                          |
| 27.02.2019          | 20.11.2019           | 65  | Echipa de majorete                         | Cheerleading                             |
|                     |                      |     |                                            |                                          |
| 28.02.2019          | 14.11.2019           | 66  | Echipa imprevizibilă                       | Rag Tag                                  |
|                     |                      |     |                                            |                                          |
| 28.02.2019          | 21.11.2019           | 67  | Ziua carierei                              | Career Day                               |
|                     |                      |     |                                            |                                          |
| 01.03.2019          | 18.10.2019           | 68  | Tur de asteroid                            | Asteroid Blues                           |
|                     |                      |     |                                            |                                          |
| 01.03.2019          | 15.11.2019           | 69  | Călătoria cea mare                         | The Big Trip                             |
|                     |                      |     |                                            |                                          |
| 24.12.2019          | 03.02.2020           | 70  | Discuții de noapte bună                    | Late Night Talky Time                    |
|                     |                      |     |                                            |                                          |
| 24.12.2019          | 04.02.2020           | 71  | Bine ați venit în regat                    | Welcome to the Unikingdom                |
|                     |                      |     |                                            |                                          |
| 24.12.2019          | 06.02.2020           | 72  | Capsula timpului                           | Time Capsule                             |
|                     |                      |     |                                            |                                          |
| 24.12.2019          | 07.02.2020           | 73  | Concursul de videoclipuri                  | Music Videos                             |
|                     |                      |     |                                            |                                          |
| 24.12.2019          | 11.02.2020           | 74  | Brock cel mai căutat                       | Brock Most Wanted                        |
|                     |                      |     |                                            |                                          |
| 24.12.2019          | 12.10.2020           | 75  | Povești de adormit copii                   | Bedtime Stories                          |
|                     |                      |     |                                            |                                          |
| 24.12.2019          | 12.10.2020           | 76  | Să fi adult                                | Grown Up Stuff                           |
|                     |                      |     |                                            |                                          |
| 24.12.2019          | 13.10.2020           | 77  | Opriți ziarele                             | Stop the Presses                         |
|                     |                      |     |                                            |                                          |
| 24.12.2019          | 16.10.2020           | 78  | Castele și pisoi                           | Castles and Kitties                      |
|                     |                      |     |                                            |                                          |
| 24.12.2019          | 19.10.2020           | 79  | Încredere în materia cenușie               | Brain Trust                              |
|                     |                      |     |                                            |                                          |
| 24.12.2019          | 05.02.2020           | 80  | Unchiul Dunklecorn                         | Dunklecorn                               |
|                     |                      |     |                                            |                                          |
| SEZONUL 3           |                      |     |                                            |                                          |
|                     |                      |     |                                            |                                          |
| 24.12.2019          | 10.02.2020           | 81  | Problemele de creștere ale lui Puppycorn   | Growing Pains                            |
|                     |                      |     |                                            |                                          |
| 24.12.2019          | 12.02.2020           | 82  | Clubul Wiener                              | Wiener Club                              |
|                     |                      |     |                                            |                                          |
| 24.12.2019          | 13.02.2020           | 83  | Închiși în turn                            | Trapped in the Tower                     |
|                     |                      |     |                                            |                                          |
| 24.12.2019          | 14.02.2020           | 84  | Livrare specială                           | Special Delivery                         |
|                     |                      |     |                                            |                                          |
| 24.12.2019          | 17.02.2020           | 85  | Povești de groază: Partea a 2-a            | Scary Tales 2                            |
|                     |                      |     |                                            |                                          |
| 19.03.2020 (online) | 21.04.2022 (HBO Max) | 86  | Carantină                                  | Sick Day                                 |
|                     |                      |     |                                            |                                          |
| 08.03.2020          | 13.10.2020           | 87  | Bătrâna gardă de corp                      | Old Lady Bodyguard                       |
|                     |                      |     |                                            |                                          |
| 08.03.2020          | 14.10.2020           | 88  | Prea mult stil                             | Too Cool                                 |
|                     |                      |     |                                            |                                          |
| 15.03.2020          | 14.10.2020           | 89  | Paznicul regatului                         | Guardian of the Unikingdom               |
|                     |                      |     |                                            |                                          |
| 22.03.2020          | 15.10.2020           | 90  | Lăsând adevărul la o parte                 | Cast Aside the Truth                     |
|                     |                      |     |                                            |                                          |
| 29.03.2020          | 15.10.2020           | 91  | Unikitty și fabrica de înghețată           | Unikitty and the Ice Pop Factory         |
|                     |                      |     |                                            |                                          |
| 05.04.2020          | 16.10.2020           | 92  | Comoara de sub ape                         | Sunken Treasure                          |
|                     |                      |     |                                            |                                          |
| 17.08.2020          | 19.10.2020           | 93  | Apusul gogoșii                             | Dawn of the Donut                        |
|                     |                      |     |                                            |                                          |
| 17.08.2020          | 20.10.2020           | 94  | În interiorul domului plictiselii          | P.L.O.T. Device 2: Beyond the Bored Dome |
|                     |                      |     |                                            |                                          |
| 18.08.2020          | 20.10.2020           | 95  | Un nou inamic                              | The New Nemesis                          |
|                     |                      |     |                                            |                                          |
| 18.08.2020          | 21.10.2020           | 96  | Bebelușul omidă                            | Baby Caterpillar                         |
|                     |                      |     |                                            |                                          |
| 19.08.2020          | 21.10.2020           | 97  | Cu împrumut                                | Borrowed                                 |
|                     |                      |     |                                            |                                          |
| 19.08.2020          | 22.10.2020           | 98  | Cei mai buni prieteni din univers          | Best Best Friends                        |
|                     |                      |     |                                            |                                          |
| 20.08.2020          | 22.10.2020           | 99  | Evadați din camera pierzaniei              | The Escape Room of Doom                  |
|                     |                      |     |                                            |                                          |
| 24.08.2020          | 23.10.2020           | 100 | Sus pe baricade                            | Last One There                           |
|                     |                      |     |                                            |                                          |
| 25.08.2020          | 23.10.2020           | 101 | Cele mai bune dulciuri                     | The Very Best Candy                      |
|                     |                      |     |                                            |                                          |
| 26.08.2020          | 27.10.2020           | 102 | Gala premilor Unikitty                     | The Unikingdom Awards                    |
|                     |                      |     |                                            |                                          |
| 27.08.2020          | 26.10.2020           | 103 | Aniversarea totală                         | The Birthday to End All Birthdays        |
| 27.08.2020          | 26.10.2020           | 104 | Aniversarea totală                         | The Birthday to End All Birthdays        |
|                     |                      |     |                                            |                                          |